# Все тече
«Все тече» (або «Все плине») (рос. «Всё течёт…») — повість Василя Гроссмана, перша в радянській літературі, що розкривала заборонену тему Голодомору в Україні. Написана у 1955—1963 роках. Поширювалася самвидавом, вперше видана 1970 року в Німеччині. В СРСР повість опублікована 1989 року.
Повість не була першою у світовій літературі, у якій написано про Голодомор (раніше, наприклад, вийшла «Марія» (1934) і перший том роману «Жовтий князь»), але вона вперше поставила поруч Голодомор і Голокост.

## Історія
Повість «Все тече» з'явилася як своєрідне закінчення дилогії з романів «За праве діло» та «Життя і доля», присвяченої подіям Радянсько-німецької війни і долям людей в умовах радянського тоталітаризму. Вже не розраховуючи на публікацію, письменник не залежав від внутрішнього цензора і вільно виклав невисловлене у попередніх творах, звертаючись вже не до сучасників, а до нащадків. Працювати над повістю Василь Гроссман почав 1955 року, але рукопис було вилучено разом з рукописом роману «Життя і доля» під час обшуку вдома у письменника в лютому 1961 року. Митець створив новий варіант, роботу над яким закінчив 1963 року.
Вперше повість опубліковано вже після смерті автора. Спочатку 1970 року в журналах «Посів» і «Грані» (видавництво «Посів», Франкфурт-на-Майні) було надруковано уривки з повісті, того ж року повість видано окремою книгою.
У Радянському Союзі повість не могла бути опублікованою, оскільки вона виправляла перекручення щодо голоду, розвінчувала всі міфи, пов'язані зі сталінізмом та тридцятими роками. Вийшла друком вона вже в останні роки його існування, в часи перебудови, в журналі «Октябрь» за червень 1989 року.
Заборонена в СРСР, ця книга викликала неоднозначну оцінку і в середовищі російських емігрантів. Передусім це було викликано тим, що в повісті Росія охарактеризована як «велика раба», якій притаманний тоталітаризм. Вже 1971 року в журналі «Грані» вийшла стаття А. П. Столипіна (сина П. А. Столипіна) під назвою «Помилкова історична концепція Вас. Гроссмана» з нещадною критикою повісті «Все тече». На його думку, повість —
|  | … досить плутана картина, … що може бути взятою на озброєння іноземними недоброзичливцями нашої країни, які люблять приписувати виникнення і тривалість тоталітарного владарювання в Росії специфічним рисам «російської душі» Оригінальний текст (рос.) … довольно сбивчивая картина, … могущая быть взятой на вооружение иностранными недоброжелателями нашей страны, которые любят приписывать возникновение и длительность тоталитарного властвования в России специфическим чертам «русской души» |

Таким чином, повість «Все тече» виявилася неприйнятною як для радянської влади, так і для частини російських емігрантів.
Незважаючи на своє значення для українського читача, повість, у якій, за словами Володимира Панченка, «вперше в совєтській літературі чесно і страшно змальовано апокаліптичну картину голоду в Україні, що відібрав життя мільйонів у роки сталінського „Великого перелому“», в сучасній Україні повість не видавалася, лише в листопаді 2007 року в газеті «День» опубліковано фрагмент (російською мовою).